# Cetatea, Teleorman
Cetatea este un sat în comuna Rădoiești din județul Teleorman, Muntenia, România. Se află în partea centrală a județului, în Câmpia Găvanu-Burdea. La recensământul din 2002 avea o populație de 526 locuitori.